# Уикипедия на италиански език
Уикипедия на италиански е италианското издание на онлайн енциклопедията Уикипедия. Това издание, официално родено на 11 май 2001 г., е деветото по брой статии (след Уикипедия на испански и преди Уикипедия на египетски арабски), с 1 865 538 статии към 27 май 2024 г.
Италианското издание не е превод на друга езикова версия: повечето от статиите са специално написани от италианоговорещи потребители, въпреки че различни статии са започнати или разширени чрез превод на съществуващи на други езици.
Въпреки че понякога се появява в медиите, терминът „Уикипедия Италия“ е неправилен и безсмислен, като се има предвид, че над 300-те активни издания на Уикипедия са организирани на езикова, а не на национална основа (и един език може да се говори в повече от една нация). Тъй като това не е „Уикипедия на Италия“, а Уикипедия, написана на италиански език, изразът „италианска Уикипедия" също не е точен. Следователно „Уикипедия на италиански“ е най-подходящата формулировка. Има множество издания на Уикипедия на различните местни езици, говорени на територията на Италия.
Изчислено е, че италианските проекти на Фондация „Уикимедия“, основният от които е Уикипедия, са достигнали до 8 839 000 италиански навигиращи (около 40% от общия брой) през месец януари 2009 г. През януари 2020 г. това е петият най-посещаван сайт в Италия.

## История
Идеята за разработване на издания на езици, различни от английския, може да бъде проследена до Джими Уелс, който я предлага през март 2001 г. Първият от тях, включително този на италиански, са добавени през май същата година. Първоначално адресът е italian.wikipedia.com, докато нотацията ISO 639, it.wikipedia.com е активирана няколко дни по-късно. Впоследствие сайтът на Уикипедия мигрира от домейна wikipedia.com към wikipedia.org .
Първите страници са просто копие, все още на английски език, на вече съществуващите страници в Уикипедия. Едва от 11 юни 2001 г. действително започват действия по статиите.
Една от първите променени страници е тази, призоваваща Нупедия да помогне с преводи и редакции. Първите статии са посветени на комуникацията, на Данте Алигиери, Петрарка, Манцони и други писатели. Дълго време списъкът със статии остава фиксиран на 20-30 заглавия, без да се добавят нови, но с някои разпръснати промени в тези или някои преводи в помощ на Нупедия и Уикипедия на английски.
За известно време поттребителите са по-малко от десет и има случайни промени от преминаващи IP адреси. Основният проект остава Уикипедия на английски, все още отчасти във фаза на стартиране, но вече пълна с дискусии, прозрения, предложения и страници.
За it.wiki (псевдонимът се ражда веднага) първите предизвикателства са да се преведат всички страници, да се привлекат потребители и да се консолидира екзоскелетът (т.е. наборът от шаблони, графики, дискусии и т.н.). С прекратяването на Нупедия проектът леко се възражда и около 2003 г. пристигат първите реални потребители. С развитието на администраторите и политиката за полузащита изданието на италиански става по-сигурно и започват да се създават нови страници в допълнение към тези, които вече са в превод.
От началото на 2004 г. Уикипедия на италиански език отбеляза значително увеличение както по отношение на потребителите, така и по отношение на количеството статии.
През август 2005 г. тя надминава изданията на испански и на португалски, превръщайки се в осмото издание по отношение на брой статии. Основната причина за бързия скок от общо 56 000 на 64 000 статии е автоматизиран бот, който създава над 8000 статии за испански общини като част от „Проект: Испански общини“. Благодарение на помощта на някои полуавтоматични ботове общността успява да създаде енциклопедичните статии на 8000 италиански общини за две седмици, като се имитира от други езикови версии на проекта.
На 8 септември 2005 г. тя надминава Уикипедия на нидерландски, а на следващия ден надминава 100 000 статии. На 11 септември надминава Уикипедия на шведски, превръщайки се в петото издание по брой статии. Ръстът често се дължи на използването на автоматични скриптове, използвани например за създаването на над 35 000 френски общини, като част от „Проект: Общини на Франция“.
През юни 2006 г. шаблонът:Bio е разработен независимо от всеки друг проект на Уикипедия в света, усъвършенстван инструмент за индексиране на биографични данни и автоматично вмъкване на начални точки и категории в статии. Постепенно той е добавен към около 200 000 статии, като също така получава автоматични списъци на хора по националност, по дейност, по дата на раждане и смърт и други характеристики.
На 23 септември 2006 г. it.wiki е заменен от изданието на полски език. На 16 октомври 2006 г. са регистрирани 100 000 потребители (от които 90 администратори).
След решение на Фондация „Уикимедия“, през 2007 г. на it.wiki е приета Exemption Doctrine Policy, т.е. документ, който определя критериите за допустимост за мултимедийни документи, които не попадат в определението за „безплатни“. културно дело“. На 21 май същата година Уикипедия на италиански надхвърля 300 000 статии.
На 22 януари 2008 г. са надхвърлени 400 000 влизания. През февруари 2008 г. главната страница е обновена за трети път, а регистрираните потребители достигат 250 000 . На 3 октомври същата година надхвърля 500 000 статии.
На 28 юни 2009 г. Уикипедия на италиански надхвърля 400 000 регистрирани потребители, а два месеца по-късно, на 28 август, достига 600 000 статии. На 17 декември същата година it.wiki надминава Уикипедия на японски.
На 13 април 2010 г. it.wiki достига 500 000 регистрирани потребители. На 22 юни 2010 г. прагът от 700 000 страници е преминат и около три месеца по-късно, на 28 септември, it.wiki надминава Уикипедия на полски по отношение на броя на стаиите,макар че има последващи взаимни размени на „позиции“.
На 11 май 2011 г. в 19.48 ч. и точно в деня, в който отпразнува първото си десетилетие, Уикипедия на италиански надхвърли 800 000 статии, а на следващия ден отново изпреварва Уикипедия на полски.

Независимо от който и да е друг проект на Уикипедия в света и като първи случай, от 19:00 ч. (средно време по Гринуич) на 4 октомври 2011 г., през целия ден на 5-ти, до 13:00 ч. на 6-ти, Уикипедия на италиански е скрита в цялост като форма на протест срещу параграф 29, съдържащ се в законопроекта за подслушването, който тогава се одобрява от Камарата на депутатите на Италианската република. Общността смята, че ако този параграф е одобрен, това би подкопало неутралността на самата Уикипедия: италианските закони ще се прилагат за действията на граждани, живеещи в Италия, където и да се намират сървърите на Уикипедия, а италианските граждани съставляват огромното мнозинство от сътрудниците на Уикипедия на италиански език. Инициативата получава значително медийно отразяване както в Италия, така и в международен план. През този период от време всяка страница от енциклопедията (с изключение на „мобилната“ версия) пренасочва към страница, съдържаща изявление, обясняващо причините за протеста. Тази страница получава повече от 8,1 милиона посещения на 5 октомври, ефективно достигайки рекорда за най-посещавана страница за един ден в историята на it.wiki, близо до прага на целия трафик, генериран ежедневно от Уикипедия на италиански. С отлагането на времето за обсъждане и приемане на текста на закона в залата, затъмнението отпада и страниците отново стават видими. До сутринта на 14 октомври обаче остава видим банер, обясняващ позицията на общността по отношение на текста на параграфа, съдържащ се в предложения закон, банер, премахнат след отлагането за неопределена дата на обсъждането в Камарата на депутатите.
На 3 януари 2012 г. Уикипедия на италиански достига общо 50 млн. редакции, превръщайки се в петото по ред издание, достигнало този крайъгълен камък, след Укипедия на английски, немски, френски и испански, докато на 12 март г. същата година надхвърля прага от общо 900 000 статии.
На 22 януари 2013 г. в 04:50 достига общо 1 000 000 статии.
На 3 юли 2018 г. тя е първото издание на Уикипедия, което решава да спре в знак на протест срещу предложената Директива относно авторското право на цифровия единен пазар, последвано от някои издания на други езици. Подобен протест се провежда на 25 март 2019 г., ден преди окончателното гласуване на предложената директива.

## Скорошна история
- 12 март 2012 г. – надхвърля 900 000 статии и е петото издание по брой статии
- 23 януари 2013 г. – надхвърля 1 000 000 влизания
- 19 юни 2013 г. – изпреварва се от Уикипедия на шведски и става шестото издание по брой статии
- 6 август 2014 г. – изпреварена е от Уикипедия на руски и става седмото издание по брой статии
- 31 август 2014 г. – надмината е от Уикипедия на себуански и става осмото издание по отношение на брой статии
- 22 септември 2014 г. – надмината е от Уикипедия на варайски и става деветото издание по брой статии
- 16 юли 2015 г. – надминава Уикипедия на варайски и се завръща като осмо издание по отношение на брой статии
- 6 септември 2015 г. – отново е надмината от Уикипедия на себуански и се завръща като деветото издание по отношение на брой статии
- 14 март 2016 г. – надминава Уикипедия на варайски и се връща на осмото издание по отношение на броя на статиите
- 15 август 2018 г. – надмината е от Уикипедия на испански и се връща като деветото издание по отношение на брой статии
- 1 февруари 2019 г. – надхвърля 1 500 000 влизания
- 16 февруари 2019 г. – надминава Уикипедия на испански и се завръща като осмо издание по отношение на брой статии
- 7 октомври 2021 г. – отново е надмината от Уикипедия на испански и се завръща като деветото издание по отношение на брой статии

## Статистика
Към 27 май 2024 г. Уикипедия на италиански има 1 865 538 статии (с ръст от над 5000 статии на месец), 8 006 035 страници, 2 518 214 регистрирани потребители, от които 7947 са активни, 120 администратори и „дълбочина“ от 188.
Това е деветата Уикипедия по брой статии, а по „дълбочина“ е 13-та сред тези с повече от 100 000 статии (към 23 януари 2023 г.).

## Признания
С течение на времето it.wiki печели множество награди и споменавания от известни вестници и множество Интернет сайтове и приложения, особено за качествени статии, графики и много просто разпространение на информация.
Получава три награди като част от наградата WWW, организирана от вестник „Соле 24 Оре“; в изданието от 2005 г. две награди, специалната Интернет образователна награда, присъдена в сътрудничество с Министерството на иновациите и технологиите на Италия като най-добър сайт в категорията „Образование и работа“; в изданието за 2007 г. в категорията „Портали, информационни сайтове и общности“.
През 2009 г. е удостоена с Премиолино – най-старата и най-престижна италианска журналистическа награда, „за това, че направи достъпна за всички голяма, отворена, демократична енциклопедия, непрекъснато усъвършенствана в реално време (както демонстрира например Джорджо Наполитано, усъвършенстван от собствените си служители), докато не стане много полезен инструмент за писателя".
На 9 ноември 2019 г. е наградена в Театър „Морлаки“ в Перуджа за най-добър информативен сайт с Интерентни награди „Макианера“ – признание, дадено от едноименния блог Macchianera след онлайн гласуване за най-добрите италиански сайтове и личности в Интернет.

## Публикация в други медии
Първата и единствена версия на DVD е взета от Уикипедия на италиански, публикувано през септември 2007 г. за операционни системи Microsoft Windows и macOS, което съдържа 300 000 статии. DVD-то е разработено от Медиапорт и се разпространява от издателя EXA Media под търговската марка „Уикипедия“, лицензирана от Уикимедия Италия от името на Фондация„Уикимедия“ (неин собственик). За всяко продадено копие се плащат по 0,50 евро на Уикимедия Италия и също толкова на Фондация „Уикимедия“; издателят твърди, че е продал 42 000 копия. Впоследствие не са пуснати други версии на DVD или преносим носител.
Уикипедия на италиански е достъпна от средата на 2006 г. до 2013 г. в онлайн версия за мобилни телефони и PDA устройства, достъпни чрез WAP под името Wapedia. Налични са мобилна версия на сайта (it.m.wikipedia.org) и приложение за Android и iOS.
Съдържанието на Уикипедия може да бъде достъпно офлайн чрез Kiwix.

## Характеристики
Някои функции, свързани с механизмите за вземане на решения в Уикипедия на италиански, може да се различават от другите издания.
- Администраторите (които към 27 май 2024 са 119) са избрани чрез гласуване; за да се счита изборът за валиден, кандидатът трябва да отговаря на определени изисквания. Освен това се изисква двоен кворум: първият се отнася до минималния брой положителни гласове (преизчислява се при всеки избор); вторият изисква гласовете за подкрепа да са поне 4/5 (80%) от общия брой гласове. Подобен механизъм се предвижда и за избор на бюрократи и проверяващи.
- Администраторите подлежат на препотвърждаване една година след избирането им или последната им процедура за препотвърждаване. Използваният метод е консенсус за продължителност от една седмица. Въпреки това ако 15 квалифицирани потребители изразят мнението си против повторното потвърждение, обосновавайки гласа си против, започва гласуване за повторно потвърждение, което продължава две седмици. Администраторът се препотвърждава, ако 2/3 (67%) от общите гласове са в полза на препотвърждаването.
- Проверяващите може да подлежат на повторно потвърждение една година след избирането им или последната им процедура за повторно потвърждение, ако възнамеряват да продължат да заемат позицията. И тук кворумът е 2/3, т.е. когато 67% от всички гласове са за препотвърждаване.[34]
- Администратори, които са неактивни[35] повече от 6 месеца, или проверяващите, които са неактивни[35] повече от два месеца, автоматично губят своята длъжност.

## Проучвания и изследвания на Уикипедия на италиански
Има обширна научна библиография за феномена „Уикипедия“ и по-специално за Уикипедия на английски. Следното е достъпно в Уикипедия на италиански:
- Sara Monaci, La produzione di contenuti di qualità in un’organizzazione on line per la gestione collettiva delle conoscenze: il caso it.wikipedia.org, в Quaderni di sociologia, LIII, n. 51/200, Torino, Rosenberg & Sellier, 2009, с. 111-128
- Sara Monaci, Quality assessment process in Wikipedia’s Vetrina: the role of the community’s policies and rules, в Observatorio, vol. 3, n. 1, 2009, с. 148-161
- Miguel Gotor, L'isola di Wikipedia. Una fonte elettronica, в Sergio Luzzatto (a cura di), Prima lezione di metodo storico, Roma-Bari, Laterza, 2010
- Elvis Mazzoni; Roberto Reggi, Effetto Lucifero Su Wikipedia. Collaborazione e conflitto nella costruzione del sapere collettivo della Wikipedia in italiano, на scribd.com, 16 luglio 2012
- Emanuele Mastrangelo e Enrico Petrucci, Wikipedia. L’enciclopedia libera e l’egemonia dell’informazione, Milano, Bietti, 2014
- “Nemo” (Wikimedia Meta-Wiki); Aaron Halfaker (Wikimedia Foundation); “Alexmar983” (Italian Wikipedia); “Incola” (Italian Wikipedia); “Junkie.dolphin” (CNetS), Research: The sudden decline of Italian Wikipedia, на meta.wikimedia.org, Wikimedia, май 2014
- Roberto Bianchi e Gilda Zazzara, La storia formattata. Wikipedia tra creazione, uso e consumo, в Passato e Presente, n. 100, Milano, Franco Angeli, 2017, с. 131-155